# Arthur J. Ruhlig
Arthur John Ruhlig (* 13. Juni 1912 in Detroit; † 26. Juli 2003 in Santa Ana (Kalifornien)) war ein US-amerikanischer Physiker, der an den Vorarbeiten zur Erforschung der Kernfusion beteiligt war.

## Leben
Arthur (Art) Ruhlig absolvierte die High School in Fort Wayne, Indiana, bevor er an die Universität von Michigan ging. Er studierte bei H. Richard Crane und promovierte im Januar 1938 mit einer Dissertation zum Thema „The Passage of Fast Electrons and Positrons Through Lead“. Im August desselben Jahres veröffentlichte er in der Physical Review den Artikel „Search for Gamma-Rays from the Deuteron-Deuteron Reaction“ (Suche nach Gammastrahlen aus der Deuteron-Deuteron-Reaktion), mit wichtigen Beobachtungen zur Deuterium-Tritium-Fusion (DT-Fusion).
Ruhlig war anschließend als Forscher in mehreren Disziplinen sowohl im staatlichen wie im privatwirtschaftlichen Bereich tätig. 1940 trat er als Elektroingenieur ins United States Naval Research Laboratory ein, wo er mehr als 15 Jahre lang tätig war. Ab 1946 arbeitete er in der Rocket Sonde Research Branch, einer Abteilung des Naval Research Laboratory, die sich mit der Entwicklung von Raketen befasste und Instrumente zur Untersuchung der Atmosphäre entwickelte. Danach wurde er Leiter der Strahlungsabteilung und des Forschungsbereichs für Elektronenröhren. Ein Großteil seiner Arbeit aus dieser Zeit ist bis heute geheim.
Als Mitglied des Naval Research Laboratory war Ruhlig 1951 an der Operation Greenhouse beteiligt. Er leitete eine Diagnosegruppe, die für Verstärker und Übertragungsleitungen zuständig war. Bereits 1938 hatte er als Erster die DT-Fusion beobachtet und war einer der Ersten, die das entzündete, brennende Fusionsplasma entdeckten, wie es bei thermonuklearen Tests eingesetzt wurde. Ruhlig entwickelte eine bekannte Formel, um aus dem beobachteten Neutronenspektrum auf die Temperatur brennenden Plasmas zu schließen. Die Physiker Mark Chadwick und Mark Paris vom Nationalen Los Alamos Labor stellten 2023 die Versuche nach und konnten Ruhlings Erkenntnisse bestätigen.
1956 trat Ruhlig in das Ingenieur- und Forschungsunternehmen Aeronutronic ein (das später von Ford aufgekauft und mit Philco fusioniert wurde) und leitete das Radar- und Elektroniklabor. Im Jahr 1960 wurde Ruhlig Leiter der Abteilung für Physik und Datenverarbeitung der Ford Motor Company in Newport Beach, Kalifornien. 1961 wurde er dort zum leitenden Wissenschaftler ernannt. In den 1960er Jahren war er an der Entwicklung eines Lasersystems für die United States Air Force beteiligt. Er sprach fließend Deutsch, Französisch und Russisch, und wurde als „brillanter Wissenschaftler“ gelobt.
Ruhlig heiratete 1934 seine Frau Emily, mit der er bis zu ihrem Tod im Jahr 2001 verheiratet war. Er starb am 26. Juli 2003 in Santa Ana (Kalifornien).

## Veröffentlichungen (Auszug)
- Arthur J. Ruhlig: Search for Gamma-Rays from the Deuteron-Deuteron Reaction. In: Physical Review. Band 54, Nr. 308, 15. August 1938, doi:10.1103/PhysRev.54.308 (englisch).